# Lattenbodem

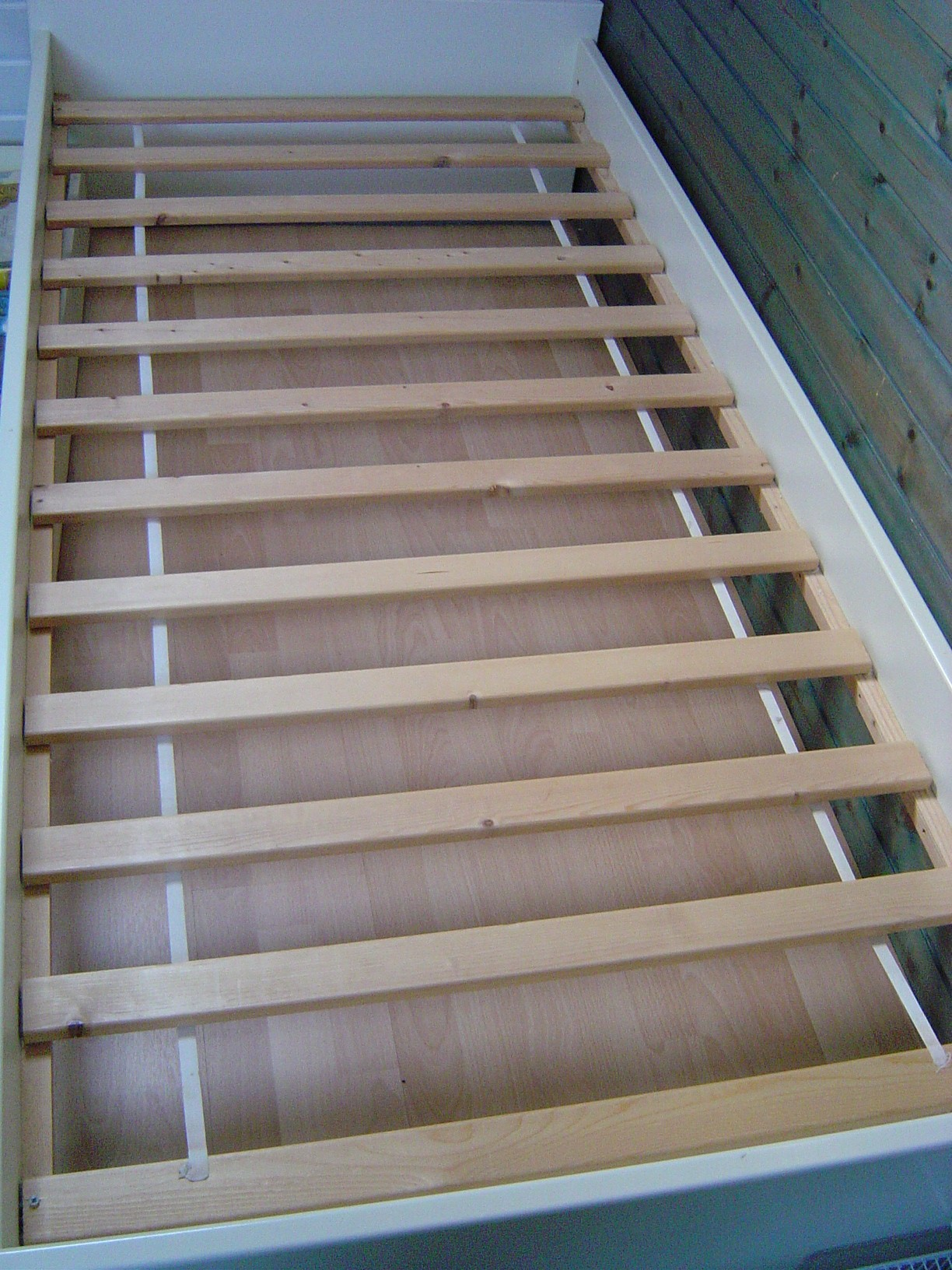
Lattenbodem

Een lattenbodem is net als een matras een lichaamsondersteunend onderdeel van een bed. De lattenbodem wordt in het bedframe geplaatst, waarna de matras erop gelegd wordt. De lattenbodem verdeelt het gewicht van de persoon gelijkmatig, zodat de persoon comfortabel slaapt.
Er bestaan lattenbodems waarbij het hoofd- en voeteneinde in hoogte versteld kunnen worden (eventueel met afstandsbediening). Een in hoogte verstelbaar hoofdeinde is vooral aangenaam voor mensen die willen lezen of ontbijten in bed, men kan dan gewoon blijven liggen en vervolgens het hoofdeinde omhoog brengen totdat men zit. Een verstelbaar voeteneinde is vooral prettig voor mensen die ontspannen willen liggen of hun benen hoog moeten houden wegens een blessure.